# Münsterland Giro
Münsterland Giro (oficiálně Sparkassen Münsterland Giro) je jednodenní cyklistický závod konaný od roku 2006 v německém vládním obvodu Münster. Závod v roce 2006 začal na úrovni 1.2 jako součást UCI Europe Tour a v roce 2007 se posunul na úroveň 1.1. V roce 2015 se pak tento závod posunul na úroveň 1.HC. V roce 2020 se závod stal součástí UCI ProSeries. Ročník 2020 se nekonal kvůli pandemii covidu-19.

## Seznam vítězů
| Rok  | Země                               | Jezdec                             | Tým                                |
| ---- | ---------------------------------- | ---------------------------------- | ---------------------------------- |
| 2006 | Německo                            | Paul Martens                       | Skil–Shimano                       |
| 2007 | Nizozemsko                         | Jos van Emden                      | Rabobank Continental               |
| 2008 | Německo                            | André Greipel                      | Team Columbia                      |
| 2009 | Lotyšsko                           | Aleksejs Saramotins                | Team Designa Køkken                |
| 2010 | Nizozemsko                         | Joost van Leijen                   | Vacansoleil                        |
| 2011 | Německo                            | Marcel Kittel                      | Skil–Shimano                       |
| 2012 | Německo                            | Marcel Kittel                      | Argos–Shimano                      |
| 2013 | Nizozemsko                         | Jos van Emden                      | Belkin Pro Cycling                 |
| 2014 | Německo                            | André Greipel                      | Lotto–Belisol                      |
| 2015 | Belgie                             | Tom Boonen                         | Etixx–Quick-Step                   |
| 2016 | Německo                            | John Degenkolb                     | Team Giant–Alpecin                 |
| 2017 | Irsko                              | Sam Bennett                        | Bora–Hansgrohe                     |
| 2018 | Německo                            | Max Walscheid                      | Team Sunweb                        |
| 2019 | Kolumbie                           | Álvaro Hodeg                       | Deceuninck–Quick-Step              |
| 2020 | Nejelo se kvůli pandemii covidu-19 | Nejelo se kvůli pandemii covidu-19 | Nejelo se kvůli pandemii covidu-19 |
| 2021 | Spojené království                 | Mark Cavendish                     | Deceuninck–Quick-Step              |
| 2022 | Nizozemsko                         | Olav Kooij                         | Team Jumbo–Visma                   |
| 2023 | Norsko                             | Per Strand Hagenes                 | Team Jumbo–Visma                   |
| 2024 | Belgie                             | Jasper Philipsen                   | Alpecin–Deceuninck                 |